# Corail non perforé
Un corail non perforé est un scléractiniaire dont l'exosquelette solide ne dispose pas de canaux gastro-vasculaires le traversant.

## Description
Les polypes sont interconnectés à travers le coenosarc, tissus biologiques se trouvant sur l'exosquelette d'une colonie. Un corail non-perforé présente un exosquelette solide ne permettant pas aux polypes d'y développer des canaux gastro-vasculaires pour leur permettre de relier leurs cavités gastro-vasculaires entre-eux, à l'inverse des coraux perforés.